# 图伊拉埃帕·萨伊莱莱·马利埃莱额奥伊
苏苏加·图伊拉埃帕·卢佩索利艾·内奥蒂·艾奥诺·萨伊莱莱·马利埃莱额奥伊（Susuga Tuilaʻepa Lupesoliai Neioti Aiono Saʻilele Malielegaoi；1945年4月14日—），萨摩亚政治人物，1998年至2021年担任该国第5任总理。

## 经历
1945年，图伊拉埃帕生于萨摩亚乌波卢岛。1969年，毕业于新西兰奥克兰大学。
1991至1998年，担任萨摩亚副总理。1998年至2021年，担任萨摩亚总理。
图伊拉埃帕任职期间，将道路通行方向由右行制改为左行制，此举引发争议。
2021年薩摩亞大選後，最高法院的判決使得菲婭梅·內奧米·馬塔阿法獲得議會過半數支持，應當為下一任總理，但圖伊拉埃帕拒絕承認敗選辭職。7月23日，馬塔阿法獲上訴法院確認為新總理。在國家元首蘇阿勞維二世祝賀馬塔阿法後，圖伊拉埃帕於7月25日承認在4月举行的大選中失利。

## 荣誉

### 外国勋章奖章
- 旭日大绶章（日本，2018年4月29日公布[3]，2018年5月15日于东京颁发[4]）